# Des Foley
Desmond „Des“ Foley (* 12. September 1940 in North Strand, Dublin; † 5. Februar 1995 in Dublin) war ein irischer Sportler (Hurling, Gaelic Football) und Politiker der Fianna Fáil, der von 1965 bis 1973 Teachta Dála (Abgeordneter) des Unterhauses (Dáil Éireann) war.

## Leben
Foleys Familie hatte in Kinsealy einen landwirtschaftlichen Betrieb, auf dem er aufwuchs. Ab 1958 spielte er in der Auswahl des Dublin County noch bis 1969. 1963 konnte er mit dem Gaelic Football-Team einen Sieg im All-Ireland Senior Hurling Championship erringen. Gegen Ende seiner sportlichen Karriere stieg er in die Politik ein. Er wurde bei den Wahlen 1965 und 1969 im Wahlkreis Dublin County (1965) und Dublin County North (1969) in den Dáil Éireann gewählt. Mit der Verfassungskrise um Nordirland und Waffenlieferungen an die IRA verließ er am 4. November 1970 die Fianna Fáil. Bei den Wahlen zum Dáil Éireann 1973, zu denen er als unabhängiger Kandidat antrat, konnte er seinen Erfolg nicht mehr wiederholen. Er arbeitete im Anschluss im Familienunternehmen.
Foley war mit Rita Nugent verheiratet.